# Arado Flugzeugwerke
Die Arado Flugzeugwerke GmbH waren ein deutscher Flugzeughersteller. Die Flugzeugwerft entstand 1921 auf dem Gelände und in den Hallen der früheren Außenstelle der Flugzeugbau Friedrichshafen GmbH in Rostock-Warnemünde, wo ab 1924 Motorflugzeuge für unterschiedliche Anwendungsfälle produziert wurden. Zwischen 1936 und 1942 existierten zahlreiche Zweigwerke in Deutschland. Die Flugzeugherstellung endete im Mai 1945, die Firma wurde 1961 liquidiert.

## Geschichte

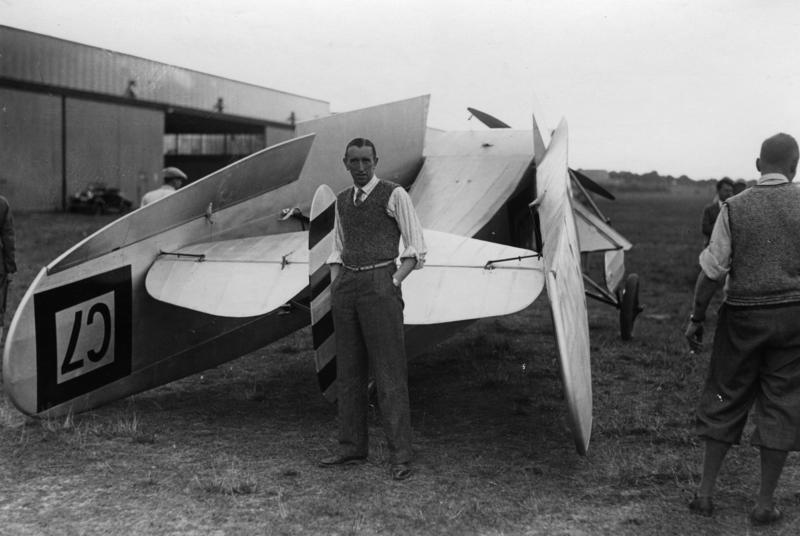
„Arado L II“, Berlin, Deutschlandflug 1931, Theodor Osterkamp ist auch „mit von der Partie“

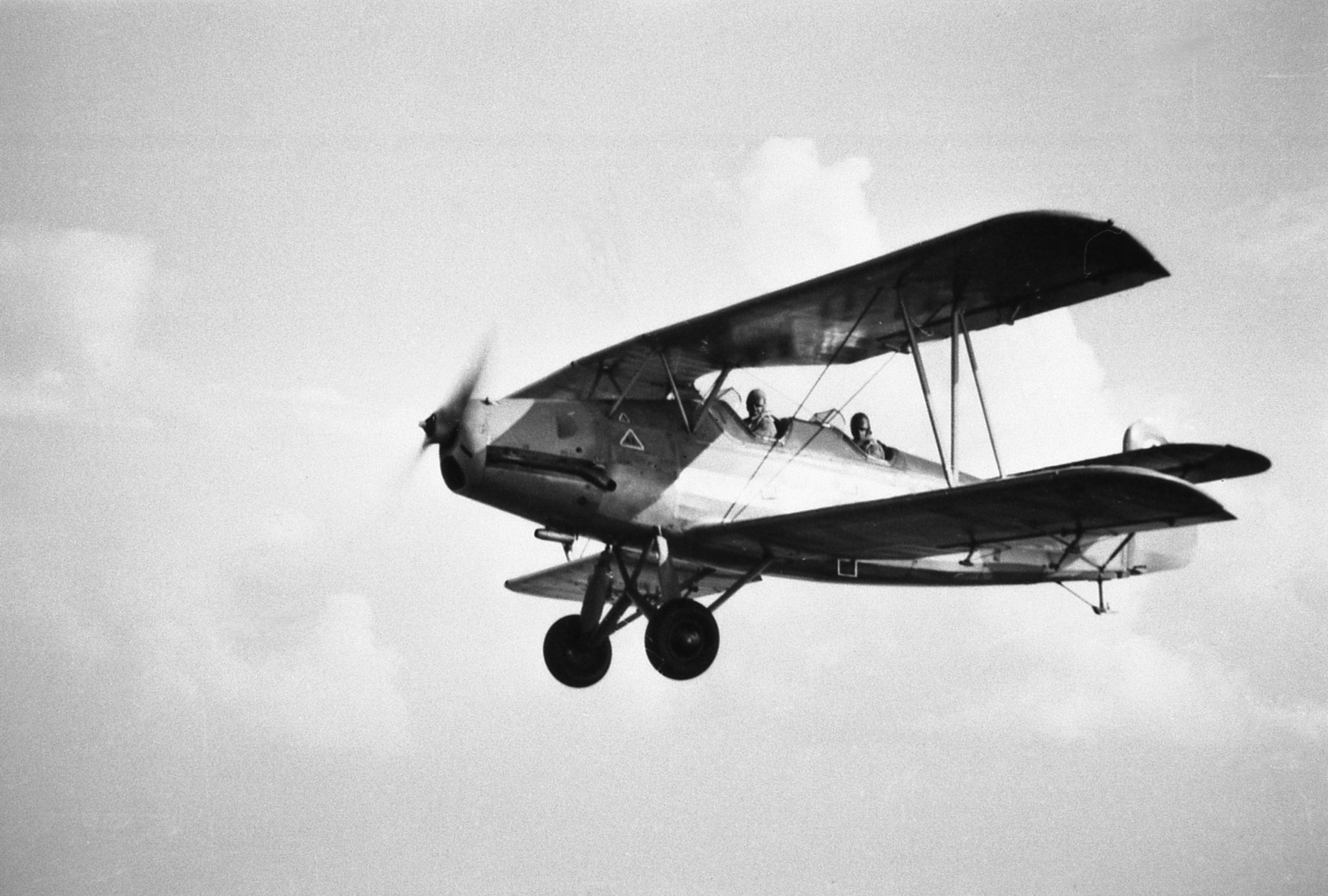
Arado Ar 66

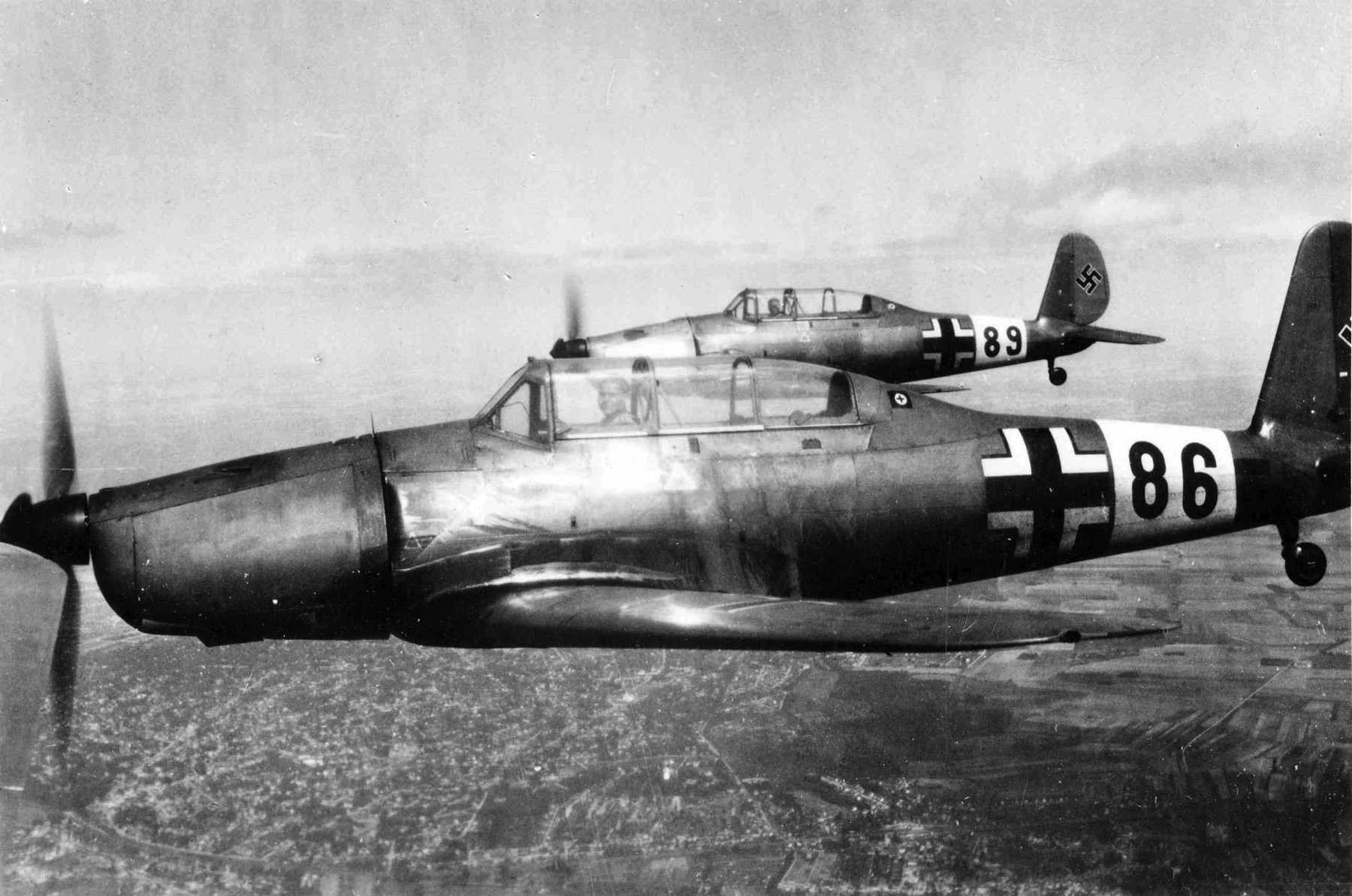
Arado Ar 96

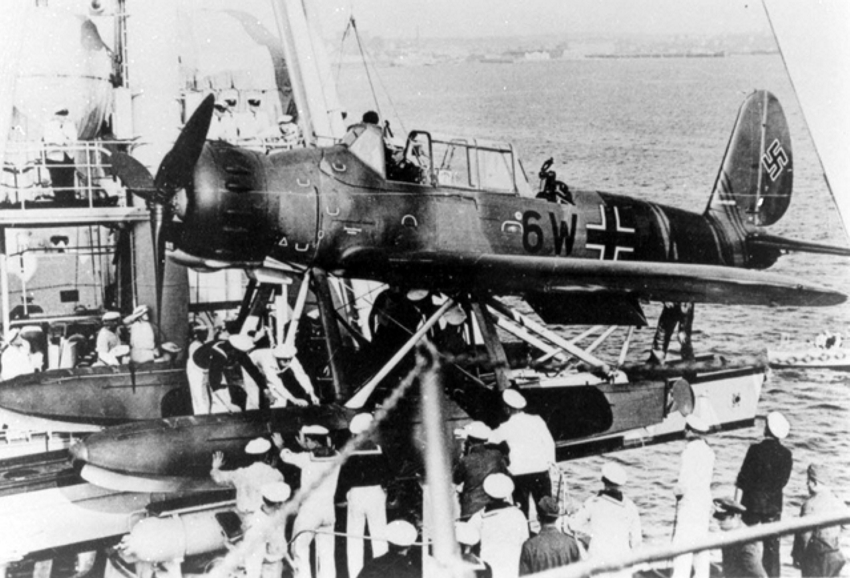
Arado Ar 196, Bordflugzeug auf dem Schweren Kreuzer Admiral Hipper

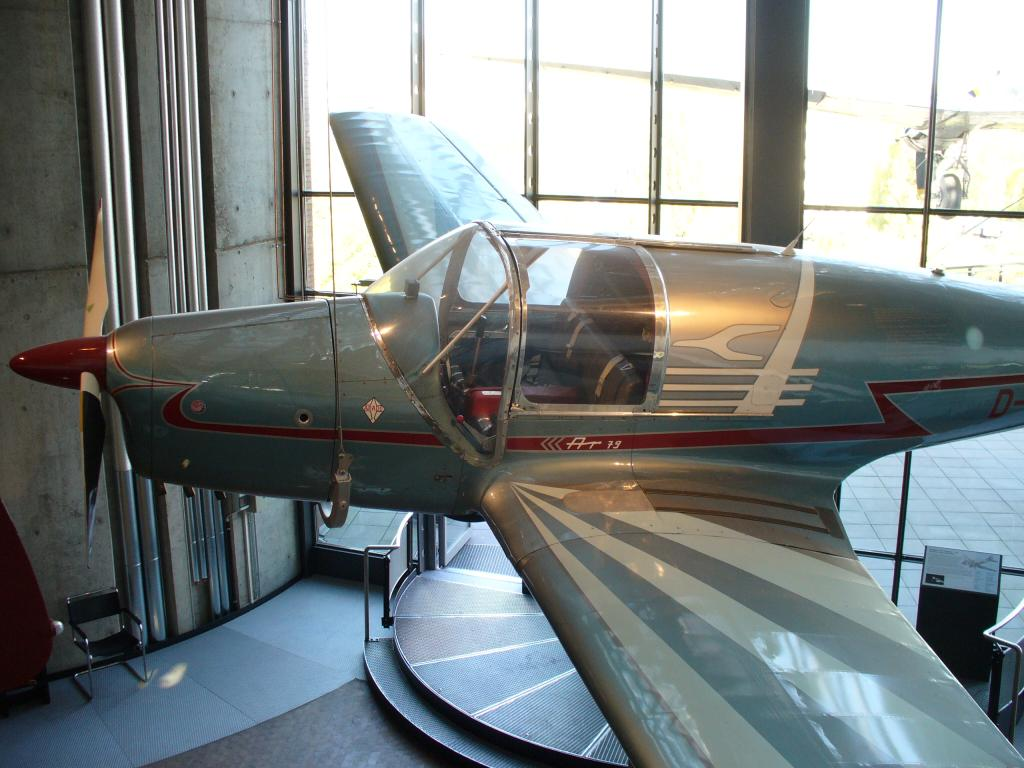
Arado Ar 79

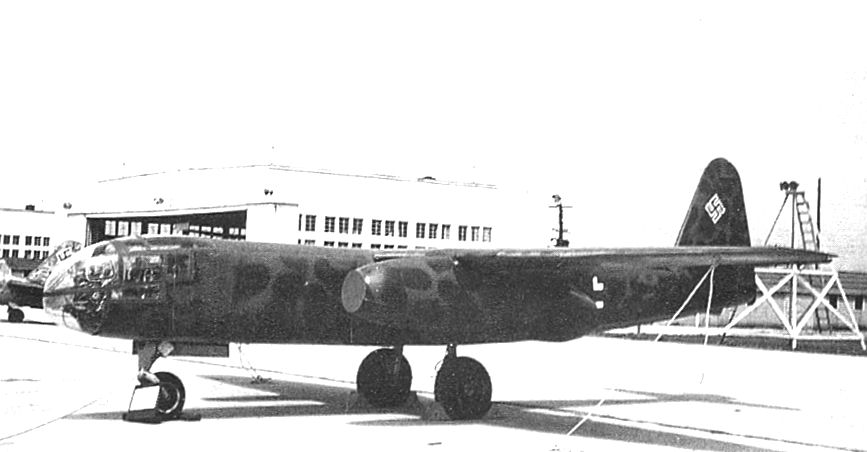
Arado Ar 234

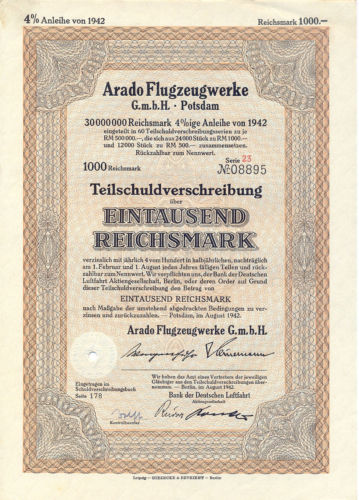
Teilschuldverschreibung Arado Flugzeugwerke

Die Flugzeugbau Friedrichshafen GmbH mietete im Juli 1914 eine Halle auf dem Flugplatz Warnemünde und begann dort Wasserflugzeuge zu bauen und zu testen, doch die Marine beschlagnahmte den Flugplatz inklusive aller vorhandenen Flugzeuge zu Beginn des Ersten Weltkrieges. Im Sommer 1916 kehrte Friedrichshafen nach Warnemünde zurück, mietete am westlichen Warnowufer eine Halle und baute sich die Werft Warnemünde als Zweigwerk auf. Aufgrund der Bedingungen des Versailler Vertrages musste das Unternehmen nach Ende des Krieges den Flugzeugbau einstellen.
1920 kaufte Hugo Stinnes die Fabrikgebäude in Warnemünde auf und begann unter dem Namen „Dinos-Automobilwerke AG“ wieder Flugzeuge zu bauen, die allerdings nur für den Export bestimmt waren. Dafür beteiligte Stinnes sich 1923 unter Leitung von Erich Serno im Königreich Jugoslawien an der Ikarus AG. Stinnes stellte Walter Rethel als Chefentwickler ein, der zuvor schon bei Kondor und Fokker tätig war.
Nach Stinnes’ Tod im April 1924 wurde dessen Konzern aufgeteilt und Teile des Unternehmens verkauft. Walter Hormel und der Kaufmann Werner Hansel übernahmen im April 1925 die Firma in die neu gegründete Arado Handelsgesellschaft mit dem Geschäftssitz im Hamburger Hof. Am 18. Juni ließen sie die Arado-Handelsgesellschaft im Handelsregister eintragen, die am 10. August 1925 als Eigentümer der Warnemünder Anlagen in das Grundbuch aufgenommen wurde. Geschäftsführer waren Walter Hormel und Oberstleutnant a. D. Felix Wagenführ. Ende 1925 schied Walter Hormel bei Arado aus und seine Anteile übernahm der bisherige kommissarische Geschäftsführer Heinrich Lübbe.
Ab 1926 entstanden mit der S I und S III, sowie deren Nachfolgern SC I und SC II die ersten leichten Schulflugzeuge, von denen alle Exemplare bis auf wenige Ausnahmen an die Deutsche Verkehrsfliegerschule geliefert wurden. Seit 1927 wurde jedes Jahr mindestens ein neues Flugzeugmodell – sowohl zivile Post- und Verkehrsflugzeuge als auch Schulungsflugzeuge für das Militär – auf den Markt gebracht, dennoch konnte Arado in dieser Zeit pro Jahr nur etwa zehn bis zwölf Flugzeuge verkaufen. Für den Europarundflug 1929 konstruierte Ingenieur Hermann Hofmann im Auftrag des Mecklenburgischen Aero-Clubs den zweisitzigen Hochdecker L I. Walther Rethel entwarf im gleichen Jahr auf Basis der L I die L II, doch auch dieses Modell blieb ein Einzelstück. 1930 wurden vier Maschinen der vergrößerten L IIa für den Europarundflug 1930 gebaut, von denen zwei das Ziel auf Platz 18 und 22 erreichten.
Betriebsleiter Rethel wurde Anfang 1932 vom Reichsverkehrsministerium durch Walter Blume ersetzt. Nach der Machtergreifung durch die Nationalsozialisten lieferte das Warnemünder Werk seine Flugzeuge an die neu aufgestellte Luftwaffe. Am 6. September 1934 begannen nach dem Ankauf von Grundstücken sowie der Produktionsfläche der ehemaligen Hartungschen Eisengießerei die Bauarbeiten für ein Zweigwerk in Brandenburg an der Havel, in das auch das Konstruktionsbüro eingegliedert wurde. Der Aufbau des Werkes am Flugplatz Brandenburg-Briest dauerte bis 1939/1940; doch bereits am 1. Dezember 1934 begann der Flugzeugbau und am 11. April 1935 verließ die erste in Brandenburg-Briest gebaute Maschine, ein Schulflugzeug des Typs Arado Ar 66, die Werkshallen. 1937 begann der Aufbau des Werkteils Brandenburg-Neuendorf. Am 1. September 1939 wurde eine zwischen Brandenburg und Neuendorf verkehrende Werksbahn eingeweiht. Zu diesem Zeitpunkt umfasste die Belegschaft allein dieses Standorts 6000 Angestellte.
Das Reichsluftfahrtministerium (RLM) bestand darauf, dass Heinrich Lübbe Parteimitglied der NSDAP werden müsse. Als Lübbe ablehnte, musste er im Frühjahr 1936 seine Unternehmensanteile an das Reich verkaufen. Der Firmenname wurde in Arado Flugzeugwerke GmbH geändert. Die Unternehmensanteile des Reiches verwaltete die als Tarngesellschaft vom Reichsluftfahrtministerium gegründete Luftfahrtkontor GmbH. Danach leiteten Erich Serno und Felix Wagenführ die Arado Flugzeugwerke. In dieser Zeit erlangte Arado Bedeutung als Lieferant für die Luftwaffe, wobei die Ar 66 – noch bis weit in den Zweiten Weltkrieg hinein – zum Standardtrainingsflugzeug wurde. Arado produzierte darüber hinaus mit der Ar 65 und der Ar 68 zwei der ersten Jagdflugzeug-Typen für die Luftwaffe.
Die Konstruktionsabteilung wechselte 1935 von Warnemünde nach Brandenburg. Hier entstanden bis 1943 unter der Leitung von Walter Blume etwa 80 neue Flugzeugprojekte. Die Zentralverwaltung saß ab 1936 in Nowawes.
Von 1936 bis 1943 entstanden weitere Arado-Zweigwerke in Rathenow, Anklam, Nowawes/Potsdam-Babelsberg, Alt-Lönnewitz, Landeshut, Sagan und Wittenberg. In Wittenberg wurden außer Arado-Flugzeugen (Ar 95, Ar 96 und Ar 234) auch Rümpfe und Tragflächen für Flugzeuge von Heinkel (He 111 und He 177), Focke-Wulf (Fw 190) und Junkers (Ju 88) gebaut. Seit Beginn des Krieges wurden im Wittenberger Werk auch Kriegsgefangene eingesetzt, deren Lager westlich an das Werksgelände grenzte.
Mit Beginn des Zweiten Weltkrieges war Arado zu einem bedeutenden Lieferanten für die Luftwaffe aufgestiegen. Die Ar 96 wurde das meistgenutzte Trainingsflugzeug und der Aufklärer Ar 196 gehörte zur Standardausstattung der deutschen Kriegsmarine.
Im Werk Brandenburg wurden mehr als 20 Flugzeugtypen als Muster oder in Serie gebaut. Trotz umfangreicher Lizenzfertigungen entstanden hier 1939 beispielsweise das Weltrekordflugzeug Ar 79 und der erste Kampfzonentransporter der Welt, die Ar 232. Ein weiteres bekanntes Flugzeug ist die Ar 234, der weltweit erste strahlgetriebene Aufklärer und Bomber. Allerdings kam die Entwicklung dieses zukunftsweisenden Flugzeugtyps zu spät, um noch eine entscheidende Rolle im Krieg zu spielen. Dennoch setzte sie Zeichen für die Entwicklung der Nachkriegsflugzeuge.
Die Zahl der Arbeiter bei Arado in Brandenburg/Neuendorf stieg von 900 Mitarbeitern im Jahr 1935 auf 7.900 1940 und erreichte 1944 mit annähernd 10.000 den Höchststand. Bereits 1936 war Arado zum größten Betrieb in Brandenburg aufgestiegen. Infolge des Krieges und der Besetzung europäischer Länder kamen zunehmend ausländische Arbeitskräfte zu Arado nach Brandenburg; die meisten waren Niederländer, Franzosen und Tschechen (siehe auch NS-Zwangsarbeit). Ein Franzose, der sich hingegen freiwillig in den Dienst des Unternehmens stellte, war Émile Dewoitine, ein Forschungsleiter bei Arado.
In allen Arado-Werken waren im Juli 1935 3.749 Mitarbeiter beschäftigt, im Jahr 1938 14.090 Mitarbeiter und bereits 1942 standen infolge von Einberufungen 22.000 deutschen Beschäftigten rund 4.000 ausländische gegenüber. Am Ende des Jahres war die Zahl der ausländischen, überwiegend aus Fremdarbeitern, Gefangenen und Häftlingen bestehenden Mitarbeiter auf 17.600 gestiegen, während 9.300 deutsche Arbeitskräfte zur Verfügung standen. Am 30. Juni 1944 verzeichnete das Unternehmen mit 30.670 Mitarbeitern die höchste Beschäftigungszahl.
Ein amerikanischer Bombenangriff auf das Arado-Werk in Heidefeld bei Rathenow am 18. April 1944 beendete dort die Produktion des Bombers Heinkel He 177, welcher zuvor von Balten, Serben, Spaniern, Franzosen, Niederländern und Belgiern produziert wurde, die dort zu Tausenden Zwangsarbeit verrichten mussten. Nach diesem Angriff konnte auf Grund der Zerstörungen am Kesselhaus und an zwei der drei großen Montagehallen nur noch die leichtere Focke-Wulf Fw 190 hergestellt werden. Die Produktion wurde zum Teil von Rathenower Betrieben wie der optischen Fabrik O. W. Wagener & Co. übernommen. Auch die Ofenfabrik Fritz Brucks sprang für Arado ein, bis die Fertigung nach sechs Wochen wieder voll aufgenommen werden konnte.
Weitere Luftangriffe am 6. August 1944 und 30. März 1945 unterbrachen den Flugzeugbau zeitweilig. Bis zur Einstellung der Montage im April 1945 hatten mehr als 4.000 Maschinen die Brandenburger Werkhallen verlassen.
Das Werk in Potsdam-Babelsberg wurde am 14. April 1945 zerstört.
Mit der Besetzung des Werkes in Brandenburg durch die Rote Armee Anfang Mai 1945 endete der Flugzeugbau. Die Werksanlagen wurden dem Potsdamer Abkommen entsprechend zum größten Teil beseitigt, Maschinen und Geräte kamen als Reparationen in die UdSSR.
Das Werksgelände in Wittenberg wurde nach 1945 als sowjetische Kaserne genutzt. Heute ist das ehemalige Verwaltungsgebäude von Arado Sitz des Finanzamtes Wittenberg; mehrere ehemalige Werkstattgebäude wurden zu Wohnhäusern umgebaut, auf dem Gelände des Kriegsgefangenenlagers entstand eine Kleingartenanlage.
Die Anlagen in Rathenow wurden nach dem Krieg Volkseigentum. 1954 wurde von einem Explosionsunglück auf dem ehemaligen Arado-Gelände berichtet, bei dem sechs sowjetische Soldaten ums Leben kamen und zahlreiche andere verletzt wurden, nachdem Artilleriemunition in einem Betonbunker explodiert war. Weitere Gebäude auf dem Areal wurden beschädigt.
Das Potsdamer Areal ist seit 1946 Sitz eines Zeitungsverlages, der dort bis 1990 die Märkische Volksstimme produzierte und nach Privatisierung die Märkische Allgemeine herausgibt.
1945 wurde die Firma aufgelöst und 1961 endgültig aus dem Handelsregister gelöscht. Die Ar 96 wurde noch bis 1949 in der Tschechoslowakei von Avia und Letov hergestellt.

## Arado Flugzeugtypen
- Arado Ar 64, Jäger (Doppeldecker)
- Arado Ar 65, Jäger/Trainingsflugzeug (Doppeldecker – weiterentwickelte Ar 64)
- Arado Ar 66, Trainingsflugzeug und Nacht-Jäger, Störkampf- und Nachtschlachtflugzeug
- Arado Ar 67, Jäger (Doppeldecker, Prototyp)
- Arado Ar 68, Jäger (Doppeldecker)
- Arado Ar 69, Trainingsflugzeug (Doppeldecker, Prototyp), 1933
- Arado Ar 76, Jäger (Doppeldecker) und Trainingsflugzeug
- Arado Ar 77, Zubringerverkehrsflugzeug und Trainingsflugzeug
- Arado Ar 79, Sport- und Reiseflugzeug, 1937
- Arado Ar 80, Jäger (Prototyp)
- Arado Ar 81, zweisitziger Doppeldecker (Prototyp), 1936
- Arado Ar 95, Küstenpatrouille (Doppeldecker Wasserflugzeug)
- Arado Ar 96, Trainingsflugzeug
- Arado Ar 195, trägergestütztes Flugzeug mit faltbaren Tragflächen
- Arado Ar 196, Bord-Aufklärungsflugzeug und Küstenpatrouille (Wasserflugzeug)
- Arado Ar 197, Marine-Jäger (Doppeldecker – Abstammung vom Ar 68)
- Arado Ar 198, Aufklärung
- Arado Ar 199, Wasserflugzeug, Trainingsflugzeug
- Arado Ar 231, U-Boot-Flugzeug zur Luftaufklärung mit faltbaren Tragflächen (Prototyp)
- Arado Ar 232, Transport
- Arado Ar 233, Wasserflugzeug (Entwurf), 1940
- Arado Ar 234, „Blitz“ Aufklärer/Bomber (mit Strahltriebwerk)
- Arado Ar 240, schwerer Jäger
- Arado Ar 340, Bomber
- Arado Ar 396, Trainingsflugzeug
- Arado Ar 440, schwerer Jäger
- Arado Ar 532, Transport (Entwicklung abgebrochen)
- Arado E.555, Konzept für einen Langstreckenbomber